# Davidoff

A Davidoff logója

A Davidoff egy svájci cigarettamárka, a brit Imperial Tobacco védjegye. A Davidoff dohánygyárak kezdetben csak szivarokat forgalmaztak, később tértek át a cigaretta gyártására.

## Történet
Zino Davidoff (Kijev, 1906. március 11. – 1994. január 14.) számos regényt írt eleinte önmagáról, majd a saját elképzelései szerint, szülei emiatt őrültnek tartották. A fantáziaregényeiben megírta, hogy családjának lesz egy nagy dohánygyára, melyből meg fognak gazdagodni. A történtek a valóságban majdhogynem bekövetkeztek. Szülei szivarokat árultak az ukrán kültéri piacokon, ezzel azt remélték, hogy gyerekeiknek (4 gyerekük volt, köztük a legidősebb Zino volt) az abból nyert pénzből jobb megélhetőséget tudnak majd biztosítani. Hazájukat azonban el kellett hagyni számos politikai zűrzavar miatt (Kijev ugyanis ekkor az Orosz Birodalom része volt). A család így 1911-ben Genf városába, Svájcba költözött, mivel abban a korszakban ebben az országban voltak a legbiztosabbak az anyagi körülmények, hiszen Svájc teljesen független volt még a második világháborúban is, valamint számos dohánygyár tulajdonosai is ideköltöztek. Zino családja 1912-ben egy üzletet nyitott, melyben szintén szivart árultak, akárcsak hazájukban. Az üzlet nem volt sikeres, ennek érdekében Zino, az iskola elvégzése után, 1924-ben elment Kubába, hogy hírnevet szerezzen magának és családjának. Itt 2 évet dolgozott a dohányültetvényeken és megismerkedett a kubaiak által ismert szivarral, melyet a latin-amerikai nép nagyon különlegesnek és elismertnek tartott.
Ezt követően Zino visszaköltözött Svájcba 1930-ban, átvette szüleitől a boltot, és sikeres üzletet faragott belőle. A Hoyo de Monterrey és a zürichi Dürr Zrt. védjegy által kubai szivarokat forgalmazott, 1940-ben pedig kisboltjával együtt csatlakozott a Max Oettinger Group-hoz. Ez a vállalat már 1875-ben megalakult, ők voltak az első számú importálói Franciaországnak és Németországnak. Zino e cég segítségével forgalmazta a bordeauxi borokat is, mellyel üzlete nagyon forgalmas lett és ezáltal rendkívül híres üzletemberré nőtte ki magát. 1970-ben Zino, miután meggazdagodott, eladta kicsi, ám sikeres boltját a Max Oettinger Groupnak, melynek a tulajdonosa Ernst Schneider volt. Ezek után svájci nagykövetségben vállalt munkát egészen haláláig, 1994-ig. A Davidoff márkanevet Zino tiszteletére a Max Oettinger Group meghagyta, tehát nem nevezték át a kisboltját.

## A Davidoff szivar története
1967-ben a Cupatabaco volt az első olyan Davidoff szivar védjegye, mely nagyobb méretű volt az eredeti kiadástól. Mivel a szivar kubai védjeggyel rendelkezett, és Kubában monopólium volt, nyilvánvaló volt, hogy más területeken nem árusítják a terméket, csak a kubai üzletekben. Az üzletek olyan sikeresek voltak, hogy számos vevője akadt az ismert szivarnak, vetélytársa nem is volt a piacokon. 1969-ben azonban megalakult egy dohánygyár a fővárosban, Havannában El Laguito védjeggyel ellátva, melynek első teendője az volt, hogy a kubai elnöknek, Fidel Castrónak gyártott szivart, így egyértelművé vált, hogy már ez a dohánygyár a legsikeresebb az országban. 1970-ben azonban a Cubatabaco társult a Max Oettinger Grouppal – mely Zino Davidoff sikeres üzletének az akkori tulajdonosa volt, és a legnagyobb importáló Franciaországban, valamint Németországban – így a piacokon a francia Dom Perignon pezsgőt is árusította, mellyel több vevőt csábított a vásárlásra – mivel a pezsgő ekkor közkedvelt termék volt – kiütve az El Laguito tulajdonában lévő dohányvállalatot.

## Davidoff termékek napjainkban

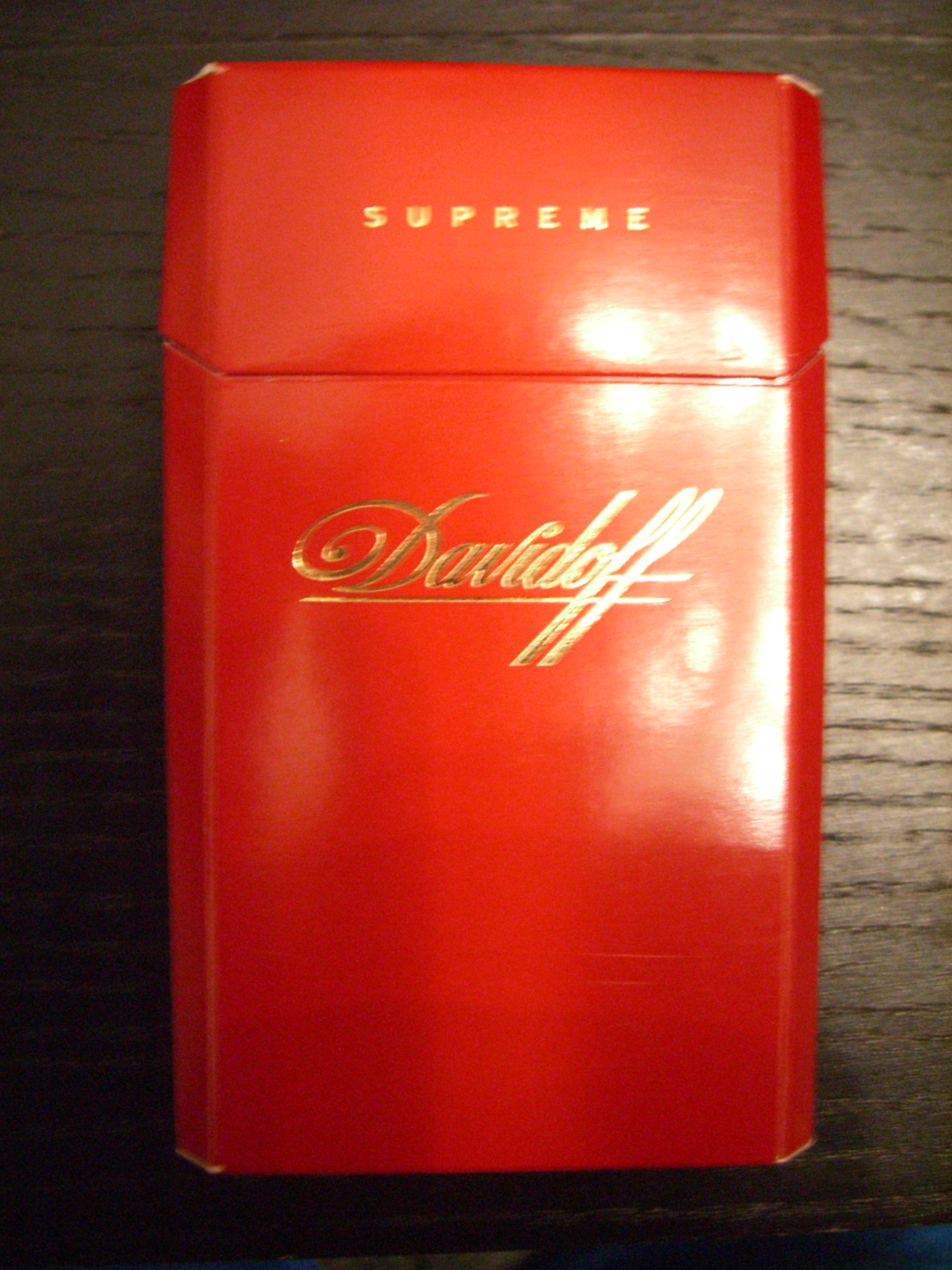
Egy doboz Supreme Davidoff

Miután 2006-ban az Imperial Tobacco megvásárolta a Davidoff licencet, hogy piacra dobhassa a jól ismert márkanév alatt a cigarettáját, a kiemelkedően magas minőségű és saját termesztésű dohányából, a szivargyártás továbbra is Dominikán maradt. 1991-ben költöztette át a gyárat Kubából Dominikára. Azóta gyártják Dominikán ezeket a szivarokat, ezzel kikerülve a Kubát sújtó embargót, továbbá az Amerikai Egyesült Államok területén is újra értékesíthetővé váltak. Cigarettáinak számos fajtái jelentek meg a piacokon: Magnum, Supreme, klasszikus, Mild, Lights (enyhe), Slims (vékony szálú), Super Slims, Ultra lights (nikotintartalma 0.1 mg), valamint a mentolos, illetve az enyhén mentolos fajták, és a későbbiekben az arany csomagolású is. A Davidoff olyan sikeres cigarettamárkává vált, hogy 2007 áprilisában elsőként jelent meg a kanadai piacokon a Rothmansszal és a Benson & Hedgesszel együttesen. Latin-Amerikában a Davidoff továbbra is a Max Oettinger Group védjegye, a Dominikai Köztársaságban pedig továbbra is gyártanak még szivart.

## Fordítás
Ez a szócikk részben vagy egészben  a   Davidoff című angol Wikipédia-szócikk fordításán alapul.  Az eredeti cikk szerkesztőit annak laptörténete sorolja fel. Ez a jelzés csupán a megfogalmazás eredetét és a szerzői jogokat jelzi, nem szolgál a cikkben szereplő információk forrásmegjelöléseként.